# Henri Lepage
Henri Louis Lucien Lepage (* 30. April 1908 in Épinal; † 26. Oktober 1996 ebenda) war ein französischer Degenfechter.

## Erfolge
Henri Lepage wurde 1947 in Lissabon mit der Mannschaft Weltmeister. Im Jahr darauf nahm er an den Olympischen Spielen 1948 in London teil, bei denen er die Einzelkonkurrenz auf dem sechsten Rang beendete. Im Mannschaftswettbewerb erreichte er mit der französischen Equipe ebenfalls die Finalrunde, die Frankreich ungeschlagen auf dem ersten Platz abschloss. Neben Lepage wurden Édouard Artigas, Marcel Desprets, Henri Guérin, Maurice Huet und Michel Pécheux somit Olympiasieger.